# Walter Bärsch
Felix Walter Bärsch (* 26. Oktober 1914 in Weinböhla; † 7. Januar 1996 in Hamburg) war ein deutscher Psychologe, Sonderpädagoge, Erziehungswissenschaftler und Hochschullehrer.

## Leben und berufliches Wirken
Walter Bärsch war der Sohn von Felix Bärsch und dessen Frau Anna, geborene Rosenberger. Er hatte eine Schwester. Sein Vater arbeitete als Dreher. Von 1921 bis 1929 besuchte er eine an der Reformpädagogik orientierte, neu gegründete Volksschule in Weinböhla. Angeblich aufgrund unzureichender Lernerfolge wechselte Bärsch für kurze Zeit auf eine Hilfsschule. Aus eigenem Antrieb schaffte er den Schulwechsel an ein Aufbaugymnasium in Dresden, das er 1935 mit der Reifeprüfung abschloss. Anschließend studierte er bis 1937 Pädagogik an der Dresdner Hochschule für Lehrerbildung. Von August 1937 bis Mai 1938 lehrte er an Volksschulen in Dresden und wurde 1938 Assistent an der Hochschule, die er zuvor besucht hatte. Berufsbegleitend studierte Bärsch Psychologie und Philosophie an der Technischen Hochschule Dresden.
Seit dem 18. Lebensjahr war Bärsch Mitglied des Stahlhelms. 1933 trat er in die SS ein (SS-Nummer 239.820), in der er 1939 den Rang eines Untersturmführers erreichte. Zum 1. Dezember 1934 trat er in die NSDAP ein (Mitgliedsnummer 2.957.298) und marschierte bei mehreren Reichsparteitagen mit. 1937 wurde er Mitglied des Nationalsozialistischen Deutschen Studentenbundes und beteiligte sich dort als Studenten- bzw. Altherrenführer. Sein SS-Gruppenführer stellte 1939 fest, dass seine Haltung zur Weltanschauung der Nationalsozialisten „klar und eindeutig“ sei. Bärsch verheimlichte diese Mitgliedschaften lebenslang. Bekannt wurden sie erst nach seinem Tod. Die Aufarbeitung seiner Vergangenheit unterließ der Pädagoge.
Während des Zweiten Weltkriegs leistete Bärsch von 1940 bis 1945 Kriegsdienst bei der Marine. Während der Wintersemester 1942/43 und 1943/44 erhielt er Urlaub, um an der Universität Prag als Dozent zu lehren. Dort befand sich auch der Professor, bei dem Bärsch in Dresden gelernt hatte. Bärsch selbst gab an, in Prag 1943 in Psychologie promoviert worden zu sein. Belege dafür sind trotz vielfacher Nachforschungen nicht zu finden. Nach Ende des Krieges bestand er die Zweite Staatsprüfung für Lehramt an Volks- und Realschulen. Anschließend arbeitete er für private Unternehmen. Da er als Lehrer arbeiten wollte, beantragte er im Februar 1949 die Entnazifizierung. Da er seine vorangegangenen Aktivitäten verschwieg, endete das Verfahren mit einer Einstufung in die Kategorie „fünf“ (unbedenklich).
Bärsch erhielt daraufhin im April 1949 eine Stelle bei der Volksschule in der Borsteler Chaussee in Groß Borstel. 1959 ging er an eine Sonderschule für Verhaltensgestörte, die sich zuerst in der Bülaustraße, anschließend in der Hinrichsenstraße befand. 1960 wurde er stellvertretender Schulleiter und drei Jahre erster Schulleiter. 1967 übergab die Schulbehörde Bärsch die Leitung über die Hamburger Schülerhilfe und berief ihn drei Jahre später auf den Posten des Oberschulrats im Amt für Schule. In dieser Position war er zuständig für die Schulgestaltung. Die Universität Hamburg berief ihn 1977 auf eine Professur für psychologische und soziologische Aspekte der Erziehung und Rehabilitation von Behinderten am Fachbereich Erziehungswissenschaft, Fachausschuss Sonderpädagogik. Hier lehrte Bärsch bis zu seiner Emeritierung 1983.
Bärsch war dreimal verheiratet. Er starb im Januar 1996 in Hamburg.

## Ehrenamtliches Engagement
Neben der Berufstätigkeit engagierte sich Bärsch ehrenamtlich und weitete dies im Ruhestand aus. Von 1966 bis 1980 war er Mitglied des Hauptvorstands der Gewerkschaft Erziehung und Wissenschaft. Den Vorsitz der zugehörigen Bundesschiedskommission hatte er von 1980 bis 1996 inne. Er gehörte zur Enquete-Kommission zur Beurteilung der Situation der Psychiatrie in Deutschland und war Mitglied im Vorstand der Deutschen Gesellschaft für Suchtforschung und Suchttherapie. Bärsch, der 1942 aus der Kirche aus- und später wieder eingetreten war, engagierte sich auch kirchlich. Seit Mitte der 1960er Jahre arbeitete er in der Synode des Kirchenkreises Alt-Hamburg und nach dessen Auflösung nach 1979 in der Nordelbischen Evangelisch-Lutherischen Kirche.
Bärsch setzte sich für die Rechte von Kindern und Jugendlichen ein. Er verfasste mehr als 40 wissenschaftliche Arbeiten und Publikation und hielt zahlreiche Reden. Von 1981 bis 1991 war er Präsident des Deutschen Kinderschutzbundes, anschließend bis zum Lebensende Ehrenpräsident des Vereins. Bärsch vertrat die Ansicht, dass Kinder immer den Erwachsenen gleichgestellt behandelt werden sollten. Er kritisierte wiederholt Missstände in sozialen und gesellschaftlichen Bereichen, denen Kinder ausgesetzt seien. In seiner Funktion als Vereinspräsident des Kinderschutzbundes plädierte er dafür, den Posten eines Kinderschutzbeauftragten einzurichten. Dieser sollte auf Bundesebene angesiedelt werden, um sich in Politik und Öffentlichkeit für Kinderrechte einzusetzen.
Bei Fragestellungen zur Drogenprophylaxe und Suchttherapie sahen Fachwelt und Öffentlichkeit Bänsch als herausragenden Fachmann an. Er machte sich immer für Jugendliche stark und handelte dabei mitunter strafbar. So brachte er gefährdete Personen in seinem Haushalt unter, anstatt unverzüglich deren Eltern sowie die zuständigen Behörden zu kontaktieren.
Ab 1970 gehörte er zum Ausschuss für Sonderpädagogik und erarbeitete ab 1970 Vorschläge für die Bildungskommission der Kultusministerkonferenz. 1973 wurden die Empfehlungen zur Förderung behinderter Kinder beschlossen. Bärsch prägte nachhaltig Diskussionen um Kinderrechte und Behindertenförderung, die in pädagogischen und gesellschaftspolitischen Kreisen geführt wurden. Er galt dabei als persönlich überzeugend und kommunikationsfähig.
Der Wissenschaftler Franz Walter fand 2013 heraus, dass Bärsch Gründungsmitglied und bis 1994 Mitglied der Arbeitsgemeinschaft Humane Sexualität gewesen war. Während dieser Zeit publizierte der Verein mehrere Schriften, in denen Autoren eindeutig pädophile Positionen vertraten. Der 2013 amtierende Präsident des Kinderschutzbundes, Heinz Hilgers, gab an, davon nichts gewusst zu haben. Auch Gerüchte, Bärsch sei 1994 auf Drängen des damaligen Geschäftsführers des Kinderschutzbundes aus der Arbeitsgemeinschaft ausgetreten, könne er nicht nachvollziehen. Falls die Behauptungen stimmen würden, müsse „seine Arbeit völlig neu bewertet werden“, so Hilgers über Bärsch im Dezember 2013. Das Göttinger Institut für Demokratieforschung untersuchte daraufhin die Vorgänge und kam 2015 zu dem Schluss, dass Forderungen Pädophiler nach einem straffreien Geschlechtsverkehr zwischen Kindern und Erwachsenen in den 1980er Jahren im Kinderschutzbund Unterstützer gefunden hatten. Offizielle Entscheidungen, beispielsweise Geschlechtsverkehr zwischen Kindern gut zu heißen, seien jedoch nie getroffen worden. Die Rolle Walter Bärschs wollte das Institut zu diesem Zeitpunkt nicht beurteilen, zumal wesentliche Akten zur Arbeitsgemeinschaft Humane Sexualität fehlten.

## Ehrung
Seit 2000 erinnert der Walter-Bärsch-Weg in Groß Borstel an den Anfang 1996 verstorbenen Pädagogen. Nach Bekanntwerden von Bärschs nationalsozialistischer Vergangenheit wird die Umbenennung der Straße vom Hamburger Senat geprüft.

## Publikationen (Auswahl)
- Gewalt an Frauen - Gewalt in der Familie. 1. Auflage. Müller, Jur. Verl., Heidelberg 1990, ISBN 978-3-8114-5789-8.
- Erziehungskonflikte: Bewältigung abweichenden Verhaltens. 3. Auflage. Scriptor, Frankfurt am Main 1984, ISBN 978-3-589-20672-8.
- Jugendliche und Alkohol. 3., erweiw. und überarb. Auflage. Neuland-Verlagsgesellschaft, Hamburg 1978, ISBN 978-3-87581-032-5.
- Das schwierige Kind in der Schule. 1. Auflage. W. Schneider, Esslingen 1968.